# Léonore, ou l’Amour conjugal
Léonore, ou l’Amour conjugal est un opéra-comique composé par Pierre Gaveaux sur un livret de Jean-Nicolas Bouilly, créé au Théâtre Feydeau à Paris le 19 février 1798. Par son argument, il appartient au sous-genre « opéra à sauvetage ». Sous-titrée « fait historique » l’œuvre a soulevé la question (désormais résolue) de savoir si son argument provenait d’un fait historique réel ou s’il relevait de la fiction.

## Personnages
| Personnages                                                       | Tessiture        | Interprète à la création |
| ----------------------------------------------------------------- | ---------------- | ------------------------ |
| Dom Fernand, Ministre et Grand d’Espagne                          | Basse-taille     | Cen Dessaules            |
| Dom Pizare, Gouverneur d’une prison d’État                        | 2e haute-contre  | Cen Jausserand           |
| Florestan, prisonnier                                             | 1re haute-contre | Cen Gaveaux              |
| Léonore, épouse de Florestan, et porte-clé sous le nom de Fidélio | 1re amoureuse    | Cene Scio                |
| Marceline, fille de Roc                                           | 2e amoureuse     | Cene Camille             |
| Roc, geôlier                                                      | Basse-taille     | Cen Juliet               |
| Jacquinot, guichetier et amoureux de Marceline                    | Trial            | Cen Le Sage              |
| Prisonniers, hommes de tout âge                                   |                  |                          |
| Suite de Dom Fernand                                              |                  |                          |
| Gardes, peuple                                                    |                  |                          |

## Orchestre
Deux flûtes, 2 hautbois, 2 clarinettes, 2 bassons, 2 trompettes, 2 trombones, timbales, cordes.

## Argument
L'intrigue principale du livret prend la forme d’un « opéra à sauvetage » : elle met en scène une noble espagnole (Léonore) qui se déguise en homme (Fidélio) pour être engagée dans une prison où son mari (Florestsan) est injustement emprisonné sur ordre du maléfique Pizare. Elle gagne la confiance du geôlier Roc et descend avec lui dans le cachot où Florestan est sur le point d'être tué. Au moment ultime, elle dégaine une arme qu'elle avait cachée sur elle et libère Florestan. Dom Fernand, le ministre bienveillant, arrive et ordonne le châtiment de Pizare.
Une intrigue secondaire concerne l'amour persistant mais non partagé de Jacquino pour Marceline, fille de Roc et blanchisseuse des prisonniers, qui est amoureuse de « Fidélio » et souhaite l'épouser.

## L’histoire de Léonore: réalité ou fiction?
Certains indices laissés par le librettiste Bouilly pouvaient laisser penser que l'histoire de Léonore était inspirée d'un fait historique réel. D'une part, le livret publié était sous-titré « fait historique ». D'autre part, dans ses mémoires publiés en 1836-1837, le librettiste décrivait l'origine de sa pièce comme un « sublime acte d'héroïsme et de dévouement d'une dame de Touraine, dont j'ai eu la chance de soutenir les efforts généreux », laissant croire qu'il s'agissait d'un fait réel.
Cependant, en 1884, Ernst Pasqué publia dans un journal à grand tirage allemand une nouvelle (Erzählung) écrite dans le style d’un roman populaire, plein de péripéties, d’emphase et de dialogues vivants dans laquelle il imaginait ce qu’aurait pu être cet incident. L’auteur inventait le nom des protagonistes (le comte René de Semblançay et son épouse Blanche) et imaginait plusieurs autres personnages, mêlés à certains personnages historiques. Il ne prétendait nullement qu’il s’agissait d’un fait véridique, mais il poussait l’illusion jusqu’à déclarer que Bouilly aurait repris cette histoire pour satisfaire la cantatrice Julie-Angélique Scio, qui réclamait des livrets dramatiques à sa mesure. Ce texte manifestement fictif établissait clairement l’origine inventée de l’histoire de Léonore et aurait suffi à exclure toute interprétation contraire s’il avait été connu. Cependant, si tôt publiée, la nouvelle fut oubliée.
En 1921 l’histoire inventée par Pasqué fut reprise, mais dans une présentation diamétralement opposée. En effet, dans une revue musicale savante, Adolph Brockmann jr reprit la nouvelle de Pasqué et déclara que l’intrigue « n'est en aucun cas le fruit de l'imagination poétique, mais est basée sur une histoire vraie ».
Brockmann simplifia considérablement l’intrigue et réduisit le nombre de protagonistes. Curieusement, Brockmann identifia Pasqué comme auteur de l’histoire, sans toutefois donner la référence à la source, privant ainsi le lecteur de la possibilité de consulter l’original et contribuant à laisser la nouvelle dans l’oubli.
On ne sait ce qui a poussé Brockmann à présenter la fiction de Pasqué comme un fait réel, mais depuis cette date, le mythe est répété dans de nombreux textes, commentaires de représentations de Fidelioou articles de musicologie.
Au cours des années suivantes, quelques rares chercheurs ont émis des doutes sérieux sur le mythe. Les plus importants sont Helmut Jacobsqui, en particulier, signale l’aspect ambigu de l’expression « fait historique » et David Galliger, ce dernier mettant en lumière le caractère affabulateur de Bouilly.
Ce n'est qu'en 2020, lorsque le texte original de Pasqué fut « redécouvert » que l'on a pu constater l'origine fictive de l'histoire de Léonore. Le caractère fictif l’histoire se trouve également confirmé par des recherches récentes qui établissent que les protagonistes n’ont jamais existé : on n’en trouve aucune mention dans les archives départementales de l’Indre-et-Loire où ils sont censés avoir vécu, ni dans les histoires de la guerre de Vendée dans lesquelles le comte aurait dirigé les troupes rebelles, ni aucune mention du couple dans les sites généalogiques disponibles sur l’Internet.

## Histoire de l’œuvre
Léonore, ou l’Amour conjugal fut créé au Théâtre Feydeau le 19 février 1798. Angélique Scio chantait le rôle-titre et Gaveaux interprétait Florestan. L’œuvre connut un certain succès, si on en juge par le nombre de représentations qui ont suivi la première : 47 au théâtre Feydeau en 1798-1799, puis des reprises en 1802 et 1803. Les comptes rendus louangeurs de l’époque insistent autant sur le savoir-faire de Bouilly que sur le talent de Mme Scio.
L’œuvre connut également un certain retentissement international, car peu après sa création, Ferdinand Paër mit en musique le même livret, librement traduit en italien. La première représentation de cette version intitulée Leonora, ossia L’amore coniugale eut lieu en 1804 à Dresde, la première à Vienne, dans une traduction allemande, en 1809. Une autre Leonora italienne fut composée par Johann Simon Mayr et créée en 1805 à Padoue sous le titre L'amor conjugale.
Enfin, le texte de Bouilly fut traduit en allemand et adapté par Joseph Sonnleithner et proposé à Beethoven, qui composa sur ce texte la première version de son unique opéra Fidelio, sous le titre de Leonore (1805).
La première américaine de l’œuvre fut donnée à Washington et New York en 2017 par la compagnie Opera Lafayette.